# 木村一歩
木村 一歩（きむら いっぽ、1850年（嘉永3年3月） - 1901年（明治34年）7月7日）は明治時代の日本の洋学者、官吏。旧鳥羽藩士。旧名は且又。

## 来歴
嘉永3年（1850年）3月、鳥羽藩士有馬千里の次男として志摩国鳥羽に生まれ、文久3年（1863年）に同藩士木村忠之の養子となった。藩校で漢学・蘭学を学んだのち、自費での洋学修行を藩より許され江戸に遊学。慶応3年（1867年）7月に同藩の洋学者・近藤芳隣に入門し、さらに明治元年（1868年）11月、近藤のはからいで福澤諭吉が主宰する慶應義塾に入社。翌年には義塾の教員を務め、門野幾之進ら鳥羽藩出身者を入社させている。
明治3年（1870年）閏10月、肥田昭作、永田健助に続き義塾から新政府の大学に転じ、少助教に就任。12月に中助教となり、大学が廃止され文部省が置かれた明治4年（1871年）7月に文部権大助教に更任されたのち、文部中助教、文部省九等出仕を経て同年12月に文部大助教に昇任。翌年3月から大阪開成所勤務となった。明治5年（1872年）10月、官制改革にともない文部省八等出仕となり、11月に本省の教科書編成課（翌年3月に編書課と改称）に異動。翌年11月、文部省七等出仕に進み、明治7年（1874年）7月には報告課勤務となったが、本省経費削減のための行政整理が進められる中、河津祐之、坪井為春、島村鼎、木村正辞、伊藤圭介、永田健助らとともに同年9月に出仕を免じられた。免出仕後は明治7年11月から翌年9月まで大蔵省国債寮の雇となったほか、文部省による洋書翻訳にも携わっている。その後、明治14年（1881年）12月に准判任御用掛として文部省に復帰。翌年12月に准奏任に進み、明治18年（1885年）から翌年にかけての官制改革で文部一等属（のち文部属）に降任となったのち、明治24年（1891年）頃まで在職した。省内では編輯局に勤務し、明治19年（1886年）3月に西村茂樹に代わって伊沢修二が局長に就任すると、教科書の著訳・編述・校訂事務を担当する第一課の課長心得となって伊沢を補佐。行政整理により明治23年（1890年）6月に編輯局が廃止された後は、同局の事務を引き継いだ総務局図書課に移った。
なおこの間、岡山藩出身の木庭繁（坪田繁）、鳥羽藩出身の栗原亮一、林友太郎に洋学を教え、明治7年に東京赤坂に開設した鞭駘義塾では、木庭の招きで岡山から上京した小松原英太郎、関新吾、千賀鶴太郎らが師事。明治9年（1876年）に設けられた神宮教院本教館でも博物学教師を務め、さらに明治11年（1878年）には中村正直が主宰する英学塾・同人社の教頭を依嘱された。このほか、明治17年（1884年）4月に西村茂樹が会長を務める日本講道会の講師・会計員長となり、明治20年（1887年）9月に同会が日本弘道会に改組されると常議員に選ばれた。
文部省を退いてからは、かつて同省から分冊刊行し未完であった訳書『教育辞林』の版権を譲り受け、これに本邦に関する事項と教育家伝を加えた『教育辞典』を編纂。明治26年（1893年）に完成を見た。晩年は明治28年（1895年）頃から農商務省農事試験場本場の書記を務め、またインド哲学の講究を志して仏教書を渉猟。他日、仏教の入門書を著すことを企てていたが、これを果たさないまま明治34年（1901年）7月7日に死去した。享年52。

## 親族
有馬家
- 父：千里（- 1858） - 通称・安太夫、字は利綱。鳥羽藩納戸役[20]。
- 母：喜野（1815 -） - 栗原此右衛門の娘[20]。
  - 兄：百鞭（1835 - 1906） - 幼名・助麿、字は希駿、号は酔漁、醒仙。漢学者、旧鳥羽藩士。藩校・尚士館教師、藩主稲垣長行侍読、同藩権大属を務めたのち、伊勢神宮神職、神宮教院本教館（のち皇學館）教師となった[21]。
  - 姉：本（1838 -） - 一歩の養父・木村忠之の妻[6]。

木村家
- 父：忠之（1828 -） - 旧名・謙太郎。鳥羽藩勘定方、同藩権少属を務めた[6]。
- 母：本（1838 -） - 一歩の実姉[6]。
- 妻：きん（1851 -） - 東京府平民市川善助次女[22]。
  - 長男：勘之助（1867 -） - 東京帝国大学法科大学卒。十五銀行抵当課長、共益人造肥料社長、水戸鉄道取締役、釧路炭砿社長[22][23]。
  - 次男：雄次（1874 -） - 東京帝国大学法科大学卒。第一銀行京城支店副支配人、朝鮮銀行理事・内地総支配人、東洋生命保険社長、不二興業会長[3][24]。
  - 娘：ます（1883 -） - 東京府人太田和太郎夫人[22]。
  - 三男：相原千里（1885 -） - 医学博士。東京帝国大学医科大学卒。日本赤十字社長野支部病院長。母の実家相原家を継ぐ[25]。
  - 五男：林敏雄（1888 -） - 医学博士。東京帝国大学医科大学卒。市立札幌病院長。一歩の教え子である医師・林友太郎の養子[13][26]。

## 著作
- 「合衆国管商事務ノ事」 ウヰルヤムス筆述（早稲田大学図書館所蔵大隈文書）
- 「百物為神ノ教衰ヘテ理学興ル」（『同人社文学雑誌』第38号、1880年1月）
- 「上古教育沿革」（『同人社文学雑誌』第51号、1881年4月）
- 「中古教育沿革論」（『同人社文学雑誌』第63号、1881年10月 ／ 第64号、1881年11月）
- 「近世教育沿革論」（『同人社文学雑誌』第67号、1881年12月 ／ 第68号、1882年1月）
- 「普刺多氏伝」（『同人社文学雑誌』第78号、1882年6月）
- 「教育ノ主義」（『脩身学社叢説』第26冊、1882年6月）
- 「哈里斯氏文明論」（『脩身学社叢説』第30冊、1883年1月）
- 「女子教育沿革」（『同人社文学雑誌』第89号、1883年2月 ／ 第90号、1883年3月）
- 「欧米五十傑伝記」（『日本弘道叢記』第13号、1893年5月 ／ 第14号、1893年6月 ／ 第15号、1893年7月 ／ 第17号、1893年9月）

訳書
- 『百科全書 温室通風点光』 文部省、1877年
  - 『百科全書 第六冊』 文部省 ／ 有隣堂
  - 『百科全書 上巻』 丸善商社出版、1884年1月 ／ ゆまに書房、1985年2月
  - 『文部省百科全書 7』 青史社、1984年12月

ウィリアム・チェンバース、ロバート・チェンバース編 Chambers's Information for the People 中の "Warming-Ventilator-Lighting" の翻訳。
- 『百科全書 菜園篇』 文部省、1877年
  - 『百科全書 第七冊』 文部省 ／ 有隣堂
  - 前掲 『百科全書 上巻』
  - 『文部省百科全書 8』 青史社、1985年2月

Chambers's Information for the People 中の "The Kitchen Garden" の翻訳。
- 『低洛爾氏 万国史』 文部省、1978年5月巻一 ／ 1878年10月巻二
William Cooke Taylor. A Manual of Ancient and Modern History. の翻訳。巻三・巻四は永田健助らが訳出。
- 『洛氏天文学』 内田正雄共訳、文部省、1879年3月（上下2冊）
ノーマン・ロッキャー Elements of Astronomy. の翻訳。
- 『教育辞林』 文部省、1880年12月第五冊・第六冊 ／ 1881年3月第七冊 ／ 1882年4月第八冊・第九冊 ／ 1882年6月第十冊 ／ 1882年8月第十一冊 ／ 1883年1月第十二冊・第十三冊 ／ 1883年2月第十四冊 ／ 1883年3月第十五冊 ／ 第十六冊 ／ 第十七冊 ／ 第十八冊 ／ 第十九冊 ／ 第二十冊 ／ 第二十一冊
Henry Kiddle & Alexander Jacob Schem, ed. The Cyclopædia of Education. 1877. の翻訳。第四冊までは小林小太郎が訳出。
  - 『教育辞典』 博文館、1893年4月
- 『万国歴史』 文部省図書課、1891年9月
- 『英訳古事記序説』（国立公文書館、國學院大學図書館所蔵梧陰文庫） ／ 『和訳古事記序説』（宮内庁書陵部図書寮文庫） ／ 『英訳古事記誘導篇』（早稲田大学図書館所蔵大隈文書）
バジル・ホール・チェンバレン訳 Translation of "Ko-ji-ki" or "Records of ancient matters" 中の "Introduction" の翻訳。

## 関連文献
- 「自分の同僚」（三宅雪嶺著 『自分を語る』 朝日新聞社〈朝日文庫〉、1950年1月）
  - 三宅雪嶺著 『三宅雪嶺 : 自伝／自分を語る』 日本図書センター、1997年12月、ISBN 4820542869
- 岡崎勝世「日本における世界史教育の歴史（I - 1） : 「普遍史型万国史」の時代」『埼玉大学紀要. 教養学部』第51巻第2号、埼玉大学教養学部、2016年、21-64頁、doi:10.24561/00016008、ISSN 1349-824X、NAID 120006387846。
  - 岡崎勝世「日本における世界史教育の歴史(I - 2) : 「文明史型万国史」の時代 1.」『埼玉大学紀要. 教養学部』第52巻第1号、埼玉大学教養学部、2016年、1-52頁、doi:10.24561/00016026、ISSN 1349-824X、NAID 120006387863。